# Adolf Helbok
Adolf Helbok (né le 2 février 1883 à Hittisau, dans le Vorarlberg; † 29 mai 1968 à Götzens, dans le Tyrol) est un historien et folkloriste autrichien. Théoricien racial engagé dans le nazisme, il considérait l'étude de la « communauté du sang » (völkische Blutsgemeinschaft) comme l'objet central de l'histoire.

## Biographie
Adolf Helbok s'engagea comme volontaire dans l'armée austro-hongroise (1904–1905), puis étudia l'histoire et la littérature classique à l'université d'Innsbruck et fut diplômé avec félicitations. Au cours de la Première Guerre mondiale, il travailla pour la Croix-Rouge dans le Vorarlberg. L'université d'Innsbruck lui octroya en 1919 l'autorisation d'enseigner l'histoire de l'Autriche et l'histoire économique. La même année, il épousa sa femme Dora, mais le couple resta sans enfants. Nommé professeur surnuméraire ad personam en 1924, il devint éditeur de la collection Volk und Rasse.
En 1933, il adhéra avec sa femme au parti nazi (cartes n°1.531.808 et 1.531.807). À l'issue de la Guerre civile autrichienne (1934), démis de ses fonctions d'enseignant, il émigra à Berlin, où il se consacra à la confection de son « Atlas de la race allemande. » Dès 1935, il devint professeur titulaire de la chaire d'histoire économique de l'Université de Leipzig. Ses recherches sur les manifestations de la colonisation allemande en Europe orientale s'inscrivent, comme celles de son compatriote Otto Brunner, dans la continuité de celles d'August Meitzen : les structures urbaines sont caractéristiques d'un mode de développement économique.
Il obtint que son collègue Fritz Ranzi soir rappelé du front de l'Est en 1942. Alors qu'il enseignait à Innsbruck depuis 1941, il fut, en raison de son activité de nazi, démis de ses fonctions le 23 juillet 1945 par le gouvernement régional provisoire du Tyrol. En 1950, l'université le plaça en retraite d'office.
Son « Histoire du peuple allemand » (Deutsche Volksgeschichte, 1964-67), publiée par l'éditeur Grabert-Verlag, très marqué politiquement, est toujours éditée.

## Œuvres
- Regesten von Vorarlberg und Liechtenstein bis zum Jahre 1260. (1920) Berne, éd. Wyss.
- Volkskundliche Gaben. John Meier zum siebzigsten Geburtstage dargebracht, Berlin, éd.  de Gruyter, 1934, « Die deutschen Stämme und die moderne Volksforschung », p. 54–67.
- Ernst Bargheer, Herbert Freudenthal (dir.) et Adolf Helbok, Volkskunde-Arbeit. Zielsetzung und Gehalte, Berlin, éd.  de Gruyter, 1934, « Die volksgeschichtliche Bedeutung des alten Ausbreitungsfeldes der germanischen Steinsetzung in Südwestdeutschland », p. 64–82.
- « Volk und Staat der Germanen. », Historische Zeitschrift, no 154,‎ 1936, p. 229–240.
- Die Ortsnamen im Deutschen, siedlungs- und kulturgeschichtlich betrachtet., Berlin, éd. de Gruyter, coll. « Göschen, vol. 573 », 1939 (réimpr. 1944).
- Deutsche Geschichte auf rassischer Grundlage. Halle (Saale), éd. Niemeyer, 1939 (Volk in der Geschichte, vol. 1).
- Das Böhmen und Mähren-Buch. Volkskampf und Reichsraum., Prague/Amsterdam/Berlin/Vienne, Volk und Reich, 1943, 135–139 p., « Die Germanen in Böhmen und Mähren. ».
- Deutsche Volksgeschichte. Wesenszüge und Leistungen des deutschen Volkes. (1964–67, 2 vol.) Tübingen, éd. Verlag der Deutschen Hochschullehrer-Zeitung.